# انفصام (علم النفس)
الانفصام  في علم النفس، والذي يدعى أسلوب التفكير أبيض-أسود أو أسلوب الكل أو اللاشيء هو خلل في أسلوب تفكير الشخص بحيث يصعب جمع خصال وصفات حسنة وسيئة في أحد ما، وذلك ضمن كينونة واحدة متكاملة وواقعية. طور مبدأ الانفصام من قبل العالم رونالد فيربرين Ronald Fairbairn أثناء صياغته نظرية علاقة الأشياء.
لا تكون عند الشخص المصاب بالانفصام حل وسط، ويفكر دوماً بالحدود القصوى، بحيث يحكمون على تصرفات شخص أنها كلها جيدة أو كلها سيئة. يبدأ هذا الأسلوب في الظهور في حالة نمو الطفل في بيئة يتصوّر فيها والداه على أنهما الأمر الحسن والجيد، وبالمقابل فإنهما يرى منهما/ أو أحد منهما أشياء سيئة، فبالتالي، وكوسيلة دفاع نفسية، يقوم الطفل بتبني مفهوم الانفصام، بحيث يرى الخير والشر منفصلين تمام الانفصال. تعد ظاهرة الانفصام إحدى وسائل الدفاعات النفسية الشائعة المستخدمة من قبل العديد من الناس، وهي شائعة عند المصابين باضطراب الشخصية الحدية حسب الدليل التشخيصي والإحصائي للاضطرابات النفسية (DSM-IV-TR).

## الانفصام في العلاقات
يؤدي الانقسام إلى عدم الاستقرار في العلاقات لأنه يمكن وصف شخص ما تارة بالفضيلة وأخرى بالرذيلة في أوقات مختلفة، اعتمادًا على ما إذا كان يلبى احتياجات الشخص أو يخيب آماله. هذا إلى جانب التذبذبات المماثلة في اكتشاف وتقييم الذات، والذي يؤدي إلى أنماط علاقة فوضوية وغير مستقرة، وفرض الهوية، بالإضافة إلى تقلب المزاج. يمكن أن تعرقل هذه التذبذبات العملية العلاجية إلى حد كبير، لأن المعالج أيضًا من الممكن أن يكون جيدًا أو سيئًا. ولمحاولة التغلب على الآثار السلبية لنتائج العلاج، هناك حاجة لتفسيرات واضحة من قبل الشخص المعالج.
يساهم الانفصام في عدم استقرار العلاقات وخبرات عاطفية مجهده. الانفصام شائع خلال فترة المراهقة، لكنه يعتبر عابرًا. لوحظ الانشقاق خاصة مع الأشخاص الذين تم تشخيصهم باضطراب الشخصية الحدية. وتم تطوير استراتيجيات لعلاج الأفراد والمجموعات بناءً على العلاج السلوكي الجدلي،وكذلك للأزواج. هناك أيضًا كتب مساعدة عن مواضيع ذات صلة مثل الذهن والتنظيم العاطفي من الممكن أن تفيد الأشخاص الذين يكافحون عواقب الانفصام.